# Bova Marina
Bova Marina (phương ngữ Hy Lạp-Calabria: Chòra tu Vùa) là một đô thị ở tỉnh Reggio Calabria trong vùng Calabria, Ý, có cự ly khoảng 120 km về phía tây nam của Catanzaro và khoảng 30 km về phía đông nam của Reggio Calabria. Tại thời điểm ngày 31 tháng 12 năm 2004, đô thị này có dân số 3.870 người và diện tích là 29,5 km².
Đô thị Bova Marina có các frazioni (các đơn vị cấp dưới, chủ yếu là các làng) Mesofugna (tiếng Hy Lạp: Mesofonè), Amigdalà (tiếng Hy Lạp: Amygdalià), Borgo, Centro, Costa dei Saraceni, Apambero (tiếng Hy Lạp: Apambyros), và San Pasquale.
Bova Marina giáp các đô thị: Bova, Condofuri, Palizzi.